# 4 martie
ianuarie • februarie • martie  • aprilie  • mai  • iunie  • iulie  • august  • septembrie  • octombrie  • noiembrie  • decembrie
4 martie este a 63-a zi a calendarului gregorian și ziua a 64-a în anii bisecți. Mai sunt 302 zile până la sfârșitul anului.

## Evenimente

1769: Nebuloasa Orion este observată pentru prima dată de astronomul francez Charles Messier, care mai târziu o include în catalogul său Messier. În imagine Nebuloasa Orion fotografiată de Telescopul Hubble.

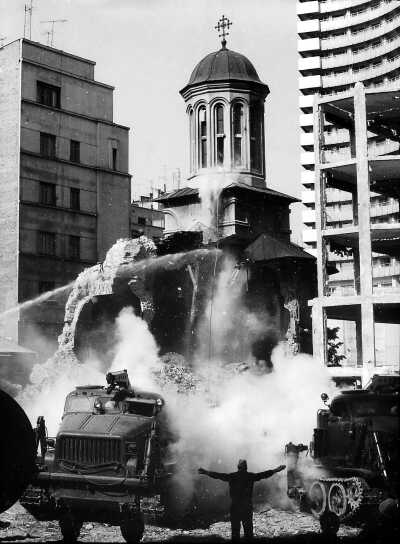
1977: Cutremur în România cu peste 1500 de victime.

- 1152: Frederick I Barbarossa este ales rege al germanilor.
- 1275: Astronomii chinezi observă o eclipsă totală de soare în China.
- 1386: Władysław II Jagiełło este încoronat rege al Poloniei.
- 1461: Războiul celor două roze: Regele Henric al VI-lea al Angliei care aparținea casei Lancaster este detronat de către vărul său, care va deveni regele Eduard al IV-lea și care aparținea casei de York.
- 1665: Regele Angliei, Carol al II-lea declară război Țărilor de Jos marcând începutul celui de-Al Doilea Război Anglo-Olandez.
- 1675: John Flamsteed este numit primul astronom regal al Angliei.
- 1769: Nebuloasa Orion este observată pentru prima dată de astronomul francez Charles Messier, care mai târziu o include în catalogul său Messier.
- 1789: La New York, se întâlnește primul Congres al Statelor Unite,  punând în vigoare Constituția Statelor Unite.
- 1790: Franța este împărțită în 83 de départements, împărțindu-se din fostele provincii în încercarea de a disloca loialitățile regionale bazate pe proprietatea asupra pământului de către nobilime.
- 1801: Thomas Jefferson a depus jurământul ca președinte al SUA, primul de la inaugurarea noii capitale a SUA la Washington, D.C..
- 1821: Revoluția de la 1821: Oastea lui Tudor Vladimirescu, supranumită Adunarea norodului, ocupă Slatina.
- 1907: Răscoala țărănească din 1907: Peste 2.000 de țărani răsculați pătrund în Botoșani, unde au loc ciocniri sîngeroase cu armata.
- 1915: Guvernul rus înaintează ambasadorilor Franței și Angliei la Petrograd un memorandum în care își exprimă hotărîrea de anexare la Rusia a Constantinopolului și a strîmtorilor Bosfor și Dardanele. Guvernele francez și englez nu s-au împotrivit.
- 1923: Se creează Liga Apărării Național-Creștine (LANC), organizație extremistă, condusă de profesorul universitar A.C. Cuza, din care s-a desprins Garda de Fier.
- 1945: Finlanda declară război Germaniei naziste.
- 1945: Șase avioane americane greșesc ținta cu 480 km și, în loc să bombardeze orașul german Freiburg, lovesc orașul Zürich. Piloții sunt trimiși în fața unei curți marțiale, în Anglia. Elvețienii, neutri, se plâng demult că avioanele Aliaților invadau frecvent spațiul lor aerian, avioane pe care elvețienii le doborau cu avioanele lor de luptă Bf 109, construite de germani. Englezii și americanii, care îi consideră pe elvețieni o șleahtă de simpatizanți germani, sunt tot mai convinși că elvețienii merită un bombardament ca lumea.
- 1946: Frank Sinatra lansează primul său album The Voice Of Frank Sinatra.
- 1947: Semnarea Tratatului de la Dunkerque, de alianță între Franța și Marea Britanie
- 1963: La Paris, șase oameni sunt condamnați la moarte pentru conspirație de asasinat asupra președintelui Charles de Gaulle.
- 1966: The Beatles: Într-un interviu publicat în „The Evening Standard”, John Lennon comentează, Acum suntem mai populari decât Iisus, afirmație ce a creat controverse în SUA.
- 1970: Submarinul francez Eurydice explodează sub apă, ducând la pierderea întregului echipaj de 57 de oameni.
- 1975: Charlie Chaplin este înnobilat de regina Elisabeta a II-a a Marii Britanii.
- 1977: Se produce cel mai grav cutremur din România (vezi Cutremurul din 1977 ); peste 1.500 de victime.
- 1991: Prințul Sheikh Saad al-Abdulla al-Sabah a devenit primul membru al familiei conducătoare din Kuweit care s-a întors în țară după eliberarea de sub ocupația irakiană.
- 2018: Fostul spion MI6 Serghei Skripal și fiica sa sunt otrăviți cu Noviciok în Salisbury, Anglia, provocând o revoltă diplomatică care duce la expulzarea în masă a diplomaților din toate țările implicate.

## Nașteri
- 1188: Blanche de Castilia, soția regelui Ludovic al VIII-lea al Franței (d. 1252)
- 1394: Prințul Henric Navigatorul, infante al Portugaliei, geograf (d. 1460)
- 1678: Antonio Vivaldi, compozitor italian (d. 1741)
- 1853: Casimiro Sainz, pictor spaniol (d. 1898)
- 1857: Constantin Coandă, general și politician român (d. 1932)
- 1868: Vladimir Bodescu, politician român (d. 1941)
- 1875: Mihály Károlyi, fost prim ministru și președinte al Ungariei (d. 1955)

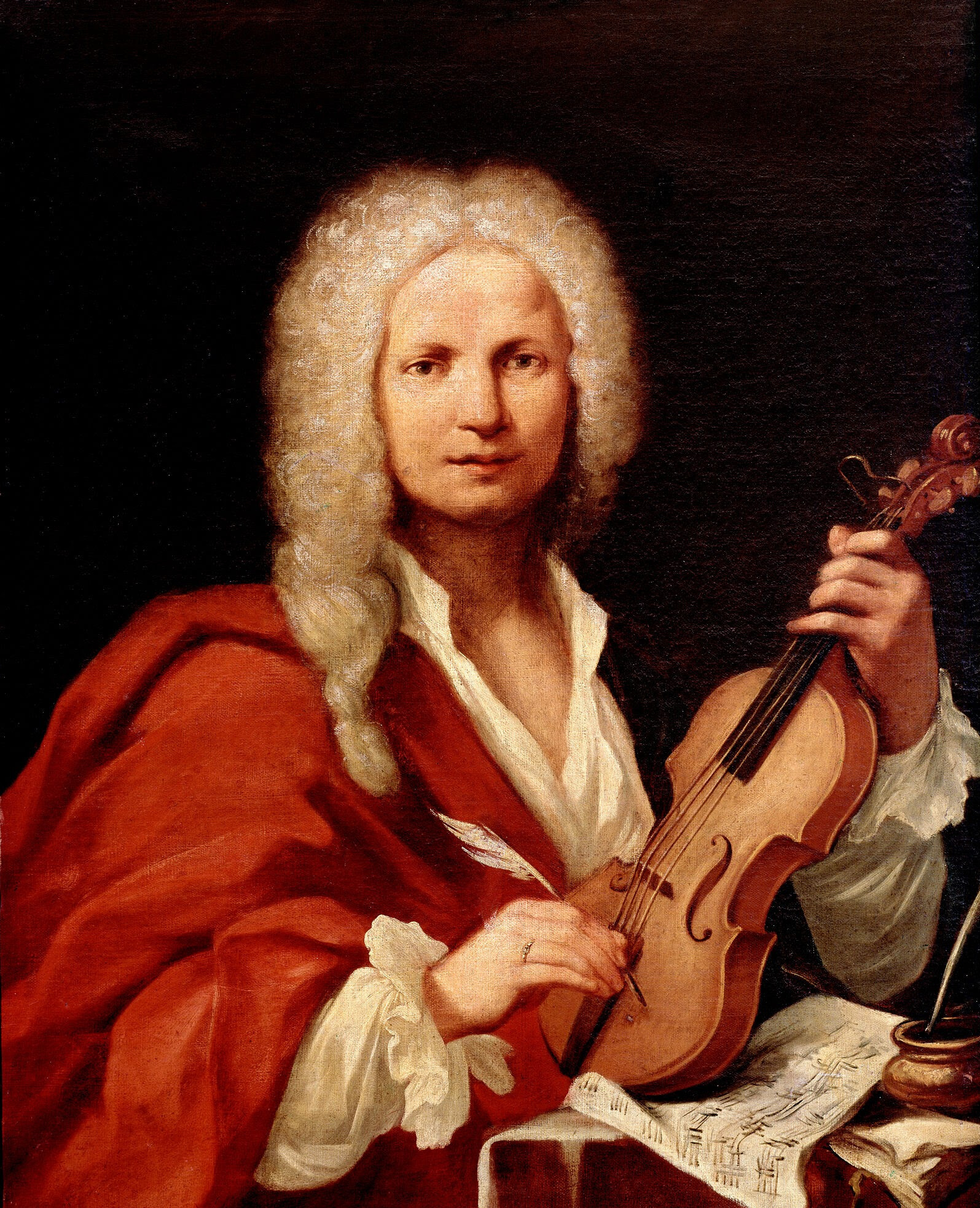
Antonio Vivaldi, compozitor italian
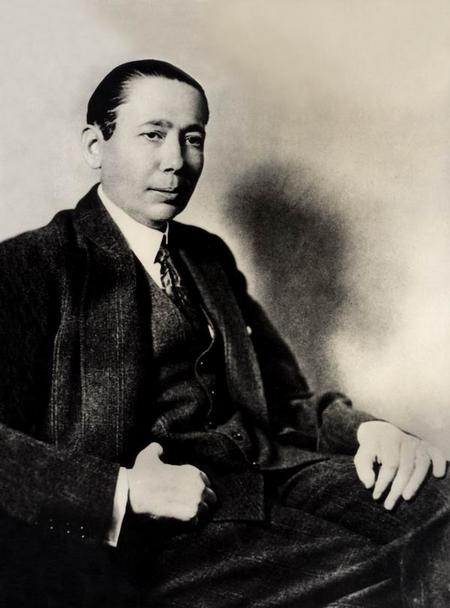
Nicolae Titulescu, jurist, diplomat și om politic român
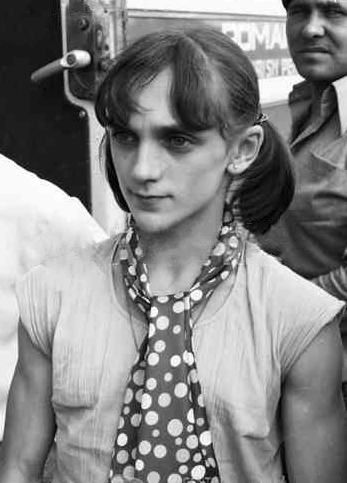
Emilia Eberle, gimnastă română

- 1876: Léon-Paul Fargue, poet francez (d. 1947)
- 1878: Takeo Arishima, scriitor japonez (d. 1923)
- 1878: Piotr Uspenski, filosof rus (d. 1947)
- 1882: Nicolae Titulescu, jurist, diplomat și om politic român (d. 1941)
- 1898: Georges Dumézil, filolog francez (d. 1986)
- 1901: Francis Turville-Petre, arheolog britanic (d. 1941)
- 1904: George Gamow, fizician și astrofizician american de origine rusă (d. 1968)
- 1913: John Garfield, actor american (d. 1952)
- 1925: Alan R. Battersby, chimist britanic (d. 2018)
- 1929: Florian Anastasiu, arheolog român (d. 2004)
- 1929: Bernard Haitink, dirijor și violonist neerlandez (d. 2021)
- 1934: Mihail Golu, politician român
- 1938: Alpha Condé, politician guineean, președinte al Guineei (2010-2021)
- 1942: Maria Baciu, poetă română
- 1948: Chris Squire, basist englez (The Syn, Yes, XYZ, Conspiracy) (d. 2015)
- 1948: Shakin' Stevens (Michael Barratt), cântăreț britanic
- 1951: Kenny Dalglish, fotbalist și antrenor scoțian de fotbal
- 1951: Chris Rea, cântăreț englez
- 1954: Vasile Gudu, politician român
- 1964: Emilia Eberle, gimnastă română
- 1965: Paul W. S. Anderson, regizor, producător și scenarist englez
- 1970: Mohammed Șia al-Sudani, politician irakian, prim-ministru al Irakului
- 1972: Nocturno Culto, muzician norvegian
- 1980: Mamady Doumbouya, militar și om de stat guineean
- 1982: Landon Donovan, fotbalist american
- 1990: Cosmina Dușa, fotbalistă română
- 1992: Bernd Leno, fotbalist german
- 1995: Malin Aune, handbalistă norvegiană
- 1997: Jhonatan Narváez, ciclist ecuadorian

## Decese
- 1807: Abraham Baldwin, politician american (n. 1754)
- 1832: Jean-François Champollion, egiptolog francez (n. 1790)
- 1852: Nicolai Vasilievici Gogol, scriitor rus (n. 1809)
- 1912: Augusto Aubry, amiral și politician italian (n. 1849)
- 1960: Antonio Conte, scrimer italian (n. 1867)
- 1969: Țvetana Romanska, folcloristă și etnografă bulgară (n. 1914)

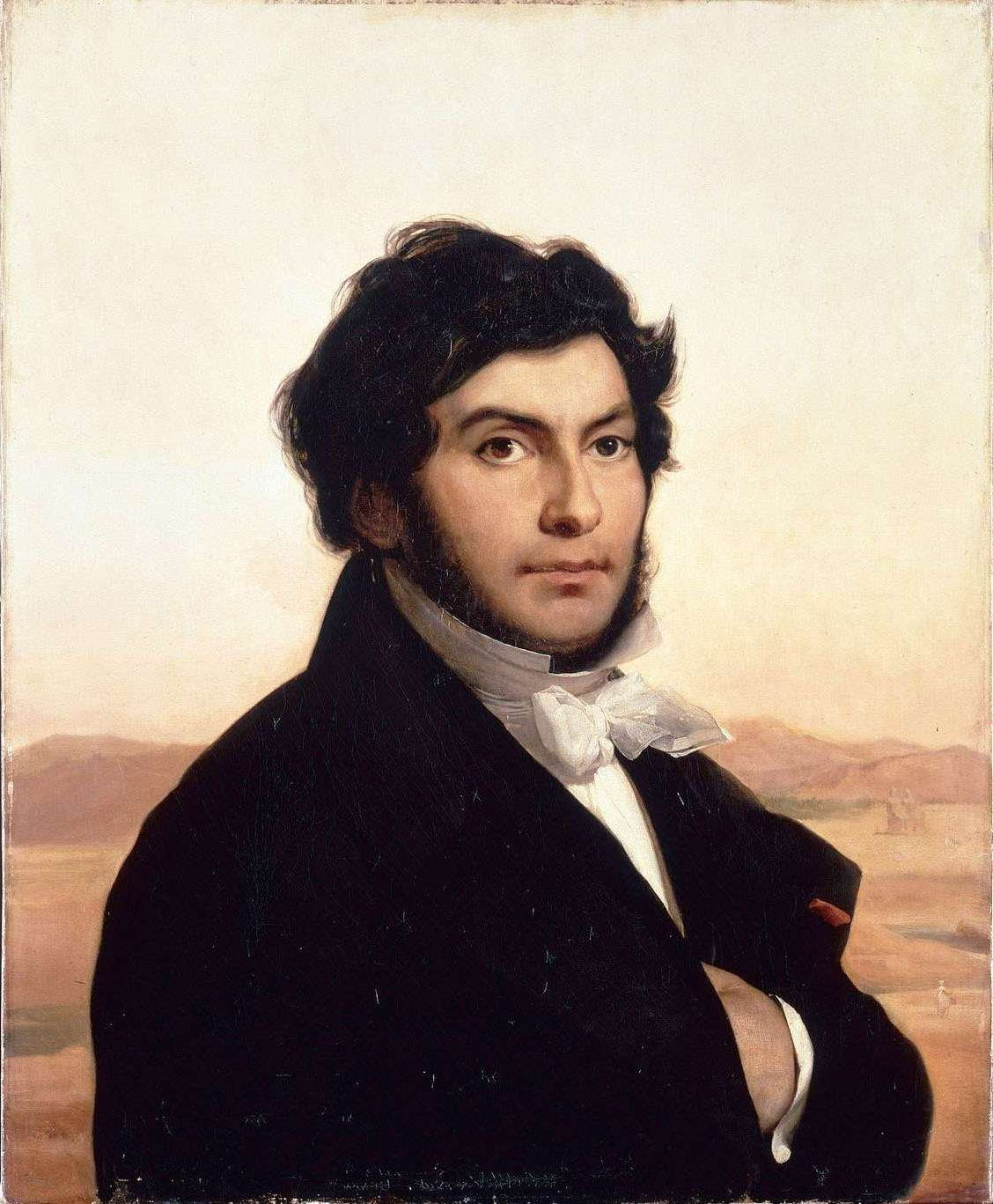
Jean-François Champollion, egiptolog francez
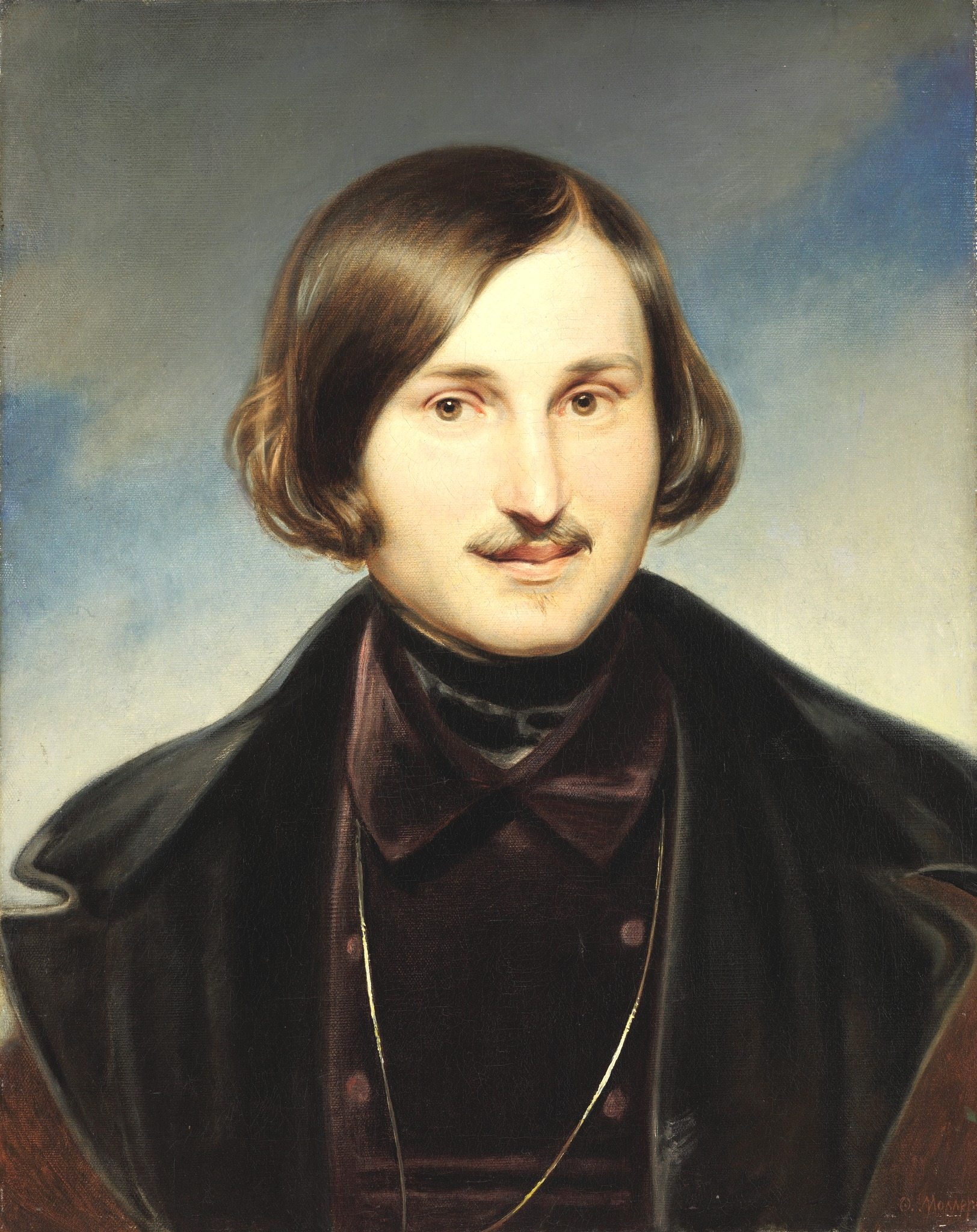
Nicolai Vasilievici Gogol, scriitor rus
Toma Caragiu, actor român de teatru și film

- 1971: Constantin Cândea, profesor universitar doctor inginer în chimie, rectorul Universității „Politehnica” Timișoara (n.1887
- 1976: Walter Schottky, fizician și inventator german (n. 1886)
- 1977: Toma Caragiu, actor român de teatru și film (n. 1925)
  - Corneliu M. Popescu, traducător român (n. 1958)
  - Alexandru Ivasiuc, prozator român (n. 1933)
  - A. E. Baconski poet, prozator, eseist român (n. 1925)
  - Savin Bratu, critic, istoric și teoretician literar român (n. 1925)
  - Daniela Caurea, poetă română (n. 1951)
  - Mihail Petroveanu, critic și istoric literar român (n. 1923)
  - Veronica Porumbacu, poetă și prozatoare română (n. 1921)
  - Mihai Gafița, critic și istoric literar român (n. 1923)
  - Alexandru Bocăneț, regizor român de televiziune (n. 1944)
  - Doina Badea, interpretă română de muzică ușoară (n. 1940)
  - Eliza Petrăchescu, actriță română de teatru și film (n. 1911)
  - Tudor Dumitrescu, pianist și compozitor român (n. 1957)
  - Constantin Baciu, prozator și publicist român (n. 1911)
  - Florin Ciorăscu, fizician român (n. 1914)
  - Paul C. Petrescu, fizician român (n. 1915)
  - Filofteia Lăcătușu, solistă de muzică populară (n. 1947)
- 1991: Serghei Baruzdin, poet sovietic rus (n. 1926)
- 1997: Robert Dicke, fizician american (n. 1916)
- 1999: Vlad Mușatescu, scriitor și traducător român (n. 1922)
- 2000: Cella Dima, actriță română (n. 1916)
- 2007: Șerban Georgescu, compozitor român (n. 1952)
- 2012: Joan Taylor, actriță americană (n. 1929)
- 2015: George Motoi, actor român (n. 1936)
- 2020: Javier Pérez de Cuéllar, fost diplomat și politician peruvian, secretar general al Națiunilor Unite (n. 1920)

## Sărbători
- Ziua mondială de rugăciune a femeilor (inițiată de femeile palestiniene în anul 1991)
- În calendarul romano-catolic: Sf. Cazimir (1458-1484)